# Jewgienij Zawojski
Jewgienij Konstantynowicz Zawojski, ros. Евгений Константинович Завойский (ur. 15 września?/28 września 1907 w Mohylowie Podolskim, zm. 9 października 1976 w Moskwie) – radziecki fizyk jądrowy działający głównie na polu spektroskopii, znany głównie z odkrycia w 1944 roku elektronowego rezonansu paramagnetycznego (EPR), Bohater Pracy Socjalistycznej (1969).
Uważa się również, że był on prawdopodobnie pierwszym naukowcem, który już w roku 1941 – przed opublikowaniem przez Felixa Blocha i Edwarda M. Purcella prac naukowych na ten temat – zaobserwował jądrowy rezonans magnetyczny, jednak odrzucił wyniki swoich badań, gdyż nie udało mu się ich powtórzyć. W roku 1952 zaprojektował kamerę luminescencyjną do wykrywania procesów jądrowych, prowadził również zaawansowane badania w dziedzinie fizyki plazmy, co poskutkowało odkryciami zjawiska magnetyczno-akustycznego rezonansu w plazmie (1958 r.) i procesu jej turbulentnego nagrzewania.

## Życiorys
Urodził się w 1907 w Mohylowie Podolskim, mieście na południu Imperium Rosyjskiego (obecnie obwód winnicki na Ukrainie). Jego ojciec, Konstantin Iwanowicz, był lekarzem wojskowym, natomiast matka, Jelizawieta Nikołajewna, pracowała jako nauczycielka. W 1910 roku rodzina, w trosce o lepszą edukację i dobre samopoczucie swoich pięciorga dzieci, przeniosła się do Kazania, który był jednym z czołowych miast uniwersyteckich w Imperium Rosyjskim. Tam ojciec Jewgienija Zawojskiego otrzymał przyzwoitą pracę i duży apartament, wyposażony w książki i sprzęt umożliwiający eksperymentowanie w domu, z udziałem dzieci.
Wybuch rewolucji październikowej w 1917 przyniósł trudne czasy dla rodziny. W 1919 r. Konstantin Iwanowicz zmarł z wyczerpania. By przetrwać okres głodu reszta rodziny przeniosła się wówczas do małego miasteczka; powrócili do Kazania w roku 1925. W 1926 r. Jewgienij Zawojski został przyjęty na Wydział Fizyki Kazańskiego Uniwersytetu Państwowego. W tym czasie był już doświadczonym inżynierem-amatorem, miał wiele pomysłów na nowe wynalazki. W czasie studiów dał się poznać jako utalentowany student i badacz. Został wysłany do Sankt Petersburga, by tam kontynuować studia, a po powrocie do Kazania pracował w laboratorium oscylacji. Po obronie doktoratu w 1933 r. został szefem laboratorium Uniwersytetu Kazańskiego. Prowadził m.in. badania fizycznych i chemicznych skutków oddziaływania fal ultrakrótkich na kiełkowanie nasion; w tym samym roku rozpoczął również systematyczne badania oddziaływania fal elektromagnetycznych na materię. Założył interdyscyplinarną grupę utalentowanych eksperymentatorów i teoretyków.
Jewgienij Zawojski był bardzo zainteresowany pionierskimi wynikami uzyskanymiprzez Isidora Isaaca Rabiego, opisanymi w pracach Space quantization in gyrating magnetic field (1937 r.; rezonans spinowy) i A New Method of Measuring Nuclear Magnetic Moment (1938 r.; spektroskopia NMR). W latach 1941–1944 podejmował próby wykrycia NMR w ciałach stałych i cieczach. Ponieważ nie posiadał w swoich laboratoriach wystarczająco czułego systemu wykrywania sygnałów rezonansu, nie udało mu się spełnić ścisłych wymagań przestrzennych, dotyczących jednorodności pola magnetycznego. Stwierdził, że uzyskiwane w tych warunkach sygnały są niestabilne i mało powtarzalne i zarzucił dalsze badania nad nimi. Dopiero w 1944 roku uzyskał wyniki potwierdzające istnienie Elektronowego Rezonansu Paramagnetycznego (EPR) w solach paramagnetycznych.

## Odznaczenia i nagrody
- Złoty Medal „Sierp i Młot” Bohatera Pracy Socjalistycznej (1969)
- Order Lenina – trzykrotnie (1950, 1954, 1969)
- Order Czerwonego Sztandaru Pracy (1975)
- Nagroda Stalinowska (1949)[2]
- Nagroda Leninowska (1957)